# Barclay James Harvest (album)
Barclay James Harvest is het debuutalbum van Barclay James Harvest

## Inleiding
De band was al enige tijd bezig, maar van een platencontract kwam het niet. Hun eerste optreden was in 1967. Tot hun verbazing leidden die optredens tot een optreden op de televisie, waarin de gangen van de band werden nagelopen en Early morning werd getoond. Dat leidde tot de mogelijkheid om de stap naar een echte geluidsstudio te zetten, in dit geval Chappell Studios in Londen. Die opnamen werden rondgezonden en er kwam belangstelling van EMI Group en Decca Records. Het zou EMI worden. Dit leidde weer tot airplay bij John Peel. Dit bracht voldoende geld in de la om verdere opnamen in de Chappell Studios te bekostigen, maar nog steeds onvoldoende om de hitparades te bestormen. Bovendien bleken de klanken uit de studio niet goed in de ogen van de band en platenmaatschappij. Er volgden geen nieuwe singles. BJH ging echter door met optredens, samen met bijvoorbeeld Pink Floyd, Small Faces en The Gun. Bij een van de optredens ontmoetten zijn Robert John Godfrey, die met zijn kunde van orkestratie op een band als BJH zat te wachten en omgekeerd. Daaruit volgde de opname van de single Brother Thrush/Poor wages. 
BJH kon op 8 november 1969 aan de slag in de Abbey Road Studios onder leiding van muziekproducent Norman Smith (ook bekend van Pink Floyd). BJH liet zich inspireren door Moody Blues, The Beatles en Traffic met name op het gebied van de mellotron. Op 26 januari 1970 werden de opnamen afgerond. 

## Musici
- John Lees – zang, gitaar
- Les Holroyd – zang basgitaar
- Woolly Wolstenholme – toetsinstrumenten, gitaar, zang
- Mel Pritchard – drumstel

Met
- orkest o.l.v. Robert John Godfrey
- Jim Litherhand – gitaar (hij zou nog spelen Jon Hiseman in Colosseum)

## Muziek
Alle zijn groepscomposities

| Nr. | Titel                    | Duur |
| --- | ------------------------ | ---- |
| 1.  | Taking some time on      | 5:31 |
| 2.  | Mother dear              | 3:20 |
| 3.  | The sun wil never shine  | 5:07 |
| 4.  | When the world was woken | 5:50 |

| Nr. | Titel           | Duur  |
| --- | --------------- | ----- |
| 1.  | Good love child | 5:10  |
| 2.  | The iron maiden | 2:43  |
| 3.  | Dark now my sky | 12:01 |

| Nr. | Titel                                 | Duur |
| --- | ------------------------------------- | ---- |
| 8.  | Early morning (opnamen 1968)          | 2:34 |
| 9.  | Mister Sunhine (opnamen 1968)         | 2:54 |
| 10. | So tomorrow (BBC opnamen 1968)        | 3:28 |
| 11. | Eden unobtainable (BBC opnamen 1968)  | 3:10 |
| 12. | Night (BBC opnamen 1968)              | 3;20 |
| 13. | Pools of blue (BBC opnamen 1968)      | 3:29 |
| 14. | Need you oh so bad (BBC opnamen 1968) | 1:18 |
| 15. | Small time town (BBC opnamen 1968)    | 2:12 |
| 16. | Dark no my sky (BBC opnamen 1968)     | 3:43 |
| 17. | I can’t go on without you             | 2:13 |
| 18. | Eden unobtainable                     | 3:04 |
| 19. | Poor wages                            | 2:34 |
| 20. | Brother thrush                        | 2:34 |

De muziek was nog niet uitgekristalliseerd richting de latere BJH. Er zijn nummers richting folk (tot blokfluit aan toe), Amerikaanse blues (Good love child), orkestraal (Mother dear). Uitschieter is het sombere Dark now my sky.   

## Nasleep
Het album en de singles sloegen nauwelijks aan. De Nederlandse pers omschreef het als plezierige muziek. OOR's Pop-encyclopedie (versie 1975) heeft het over plechtstatige muziek. Toch ging de band op tournee en nog wel met een eigen orkest (Barclay James Harvest Symphony Orchestra) onder leiding van Godfrey als vervanger en aanvulling van de mellotronpartijen. Het meeslepen van het orkest was kostbaar en ingewikkeld; hoe verder de band van Londen ging werken des te kleiner werd het orkest, vermeldt een heruitgave uit 2002. Er werd opgetreden in de Royal Albert Hall, Manchester Free Trade Hall, Birmingham Town Hall en Usher Hall. 
De heruitgave uit 2002 toonde een reeks aanvullende opnamen voor de BBC. Ten tijde van die heruitgave hadden de heren grote onenigheid, ze werd dan ook alleen begeleid door Lees en Wolstenholme. Bij de heruitgave waren alleen de twee ruziemakende musici Lees en Holroyd nog in leven.